# Армавирский муниципальный театр драмы и комедии
Армавирский муниципальный театр драмы и комедии — театр, основанный 4 декабря 1908 года в Армавире.
Является старейшим театром в Краснодарском крае.
Ежемесячно на сцене проходят 25 спектаклей, а в год 200.
Директор театра — заслуженный работник культуры Кубани Александр Хоренович Абелян.

## История
4 декабря 1908 года основан Армавирский муниципальный театр драмы и комедии.
Во время Великой Отечественной войны здание сгорело. Труппа театра была эвакуирована в Ленинакан. Приказ о реэвакуации в Майкоп был выпущен 26 мая 1943 года. 
Первый спектакль «Под каштанами Праги» после войны поставлен по пьесе К.Симонова.
В 1961 году здание опять сгорело.
В 1984 году театр возглавил Александр Хоренович Абелян, при нём здание реконструировали и программа стала разнообразной.
В 1999 году главным режиссёром стал Юрий Алексеевич Ковалёв.

## Репертуар
В его репертуар входит 20 произведений из которых есть:
- Произведения русской драматургии,
- Мировой драматургии,
- Современной драматургии.

## Известные люди
На сцене выступали: В.Брюсов, М.Горький, В.Маяковский, М.Исаковский, Жанна Эпле, Елена Корикова, Александр Панкратов-Чёрный